# Miss the Rage
Miss the Rage è un singolo collaborativo dei rapper statunitensi Trippie Redd e Playboi Carti, pubblicato nel 2021 ed estratto dal quarto album in studio di Trippie Redd Trip at Knight.

## Video musicale
Il video musicale della canzone, pubblicato il 27 maggio 2021, è stato diretto da Nick Walker.

## Tracce
1. Miss the Rage – 3:58